# Mesembrinella apolinaris
Mesembrinella apolinaris är en tvåvingeart som beskrevs av Seguy 1925. Mesembrinella apolinaris ingår i släktet Mesembrinella och familjen spyflugor.
Artens utbredningsområde är Colombia. Inga underarter finns listade i Catalogue of Life.